# Віолетта Турстан
Віолетта Турстан (англ. Violetta Thurstan; 4 лютого 1879, Гастінгс — 13 квітня 1978, Пенрін) — англійська медсестра, учасниця багатьох воєн і збройних конфліктів, письменниця.

## Життєпис
Віолетта Турстан народилася 1879 року в родині лікаря. У дитинстві її сім'я багато разів переїжджала з місця на місце. Виховувалась у німецькій католицькій школі та Дамському коледжі (Гернсі, Нормандські острови). Пройшла професійну підготовку невідкладної медичної допомоги у Королівській лондонській лікарні. З 1905 по 1914 рік працювала в Брістольському королівському лазареті. Самостійно вивчала іноземні мови, досліджувала історію та географію. Добре володіла чотирма мовами, могла розмовляти ще на чотирьох, включаючи арабську мову. Склала іспити в Сент-Ендрюському університеті.
З 1913 року співробітниця Британського Червоного Хреста. Учасниця першої світової війни із серпня 1914 року. Керувала групою медсестер у шпиталі в Шарлеруа у Бельгії. Незабаром була взята в полон німцями. Німецька армія, окупувавши місто, наказала всім британським медсестрам виїхати і відправила її до Копенгагена під озброєним конвоєм.
Звідти Віолетта Турстан вирушила через Швецію і Фінляндію до Російської імперії, де приєдналася до літнього наступу в складі пересувної медичної частини («Всеросійський земський союз допомоги хворим і пораненим воїнам, що перебуває під заступництвом Її Імператорської Величності Великої Княгині Єлизавети Федорівни» на чолі з князем Петром Волконським). У госпіталі вона займалася пораненими в Лодзі після бомбардування міста, потім — у Варшаві та околицях. Сама була поранена уламками, захворіла на плеврит.
Під час одужання в Англії Турстан читала лекції в різних містах про свої враження на полях битв. Зайнялася літературною творчістю. Наприкінці 1915 року повернулася до Російської імперії, і зайнялася підтримкою біженців у районах Східного фронту. Наприкінці 1916 року призначена керівником лікарні в Де-Панні, неподалік бельгійської лінії фронту. Наприкінці війни на такій же посаді — шпиталем у Македонії на Салоніцькому фронті. Після знову захворіла. Пізніше до вересня 1919 року перебувала на адміністративній посаді в Жіночих королівських військово-повітряних силах Великої Британії.
У 1923 році Віолетта Турстан була призначена директором бедуїнського промислу в таборах біженців у Лівійській пустелі. Працювала комендантом арабських таборів біженців у Єгипті. Газети стверджували, що вона перша європейська жінка, яка провела ніч на березі Червоного моря. У тій самій газеті говорилося, що жодна європейська жінка ще ніколи не була так далеко в пустелі.
З 1937 року брала участь у Громадянській війні в Іспанії, окрім медичної допомоги, сприяла у звільненні полонених у місті Альмерія.
Під час Другої світової війни служила у Жіночій допоміжній службі ВМС Великої Британії. Її мовні навички були використані військово-морською розвідкою, вона висаджувалась на іноземні кораблі у пошуках контрабанди. 1945 року брала участь у повоєнній католицькій програмі допомоги. Працювала з переміщеними особами та військовополоненими в Італії, Єгипті та Австрії, допомагала евакуювати та розселяти дітей. Потім виконала аналогічну роботу у складі Союзної комісії в Австрії в 1946—1948 роках. Була відзначена Папою Пієм XII.

## Нагороди
- Військова медаль (Велика Британія)
- Зірка 1914 року (Велика Британія)
- Георгіївський хрест 4-го ступеня (Російська імперія)
- Орден Святого Сави (Королівство Сербія)
- Медаль королеви Єлизавети (Бельгія)
- Почесний член Королівського географічного товариства

## Вибрані твори
- Field Hospital and Flying Column,
- The People who Run: the Tragedy of the Refugees in Russia,
- A text book of war nursing (1917),
- The Hounds of War Unleashed,
- Stormy Petrel, (1964)
- The Foolish Virgin, (1966)